# Индрадеви (IX век)
Индрадеви (кхмер. ឥន្ទ្រទេវី) — королева-консорт Кхмерской империи IX века, супруга короля Индравармана I, мать короля Яшовармана I, дочь Махатипавармана, правителя Ченлы, и его супруги — принцессы Раджендрадеви.